# Trou aux Cerfs
Trou aux Cerfs är en vulkan i Mauritius.   Den ligger i distriktet Plaines Wilhems, i den västra delen av landet, 17 km söder om huvudstaden Port Louis. Toppen på Trou aux Cerfs är 539 meter över havet. Trou aux Cerfs ligger på ön Mauritius.
Terrängen runt Trou aux Cerfs är kuperad västerut, men österut är den platt. Runt Trou aux Cerfs är det ganska tätbefolkat, med 93 invånare per kvadratkilometer. Närmaste större samhälle är Curepipe, 0,98 km öster om Trou aux Cerfs. Omgivningarna runt Trou aux Cerfs är en mosaik av jordbruksmark och naturlig växtlighet.